# José Reginaldo Vital
José Reginaldo Vital (ur. 29 lutego 1976) – brazylijski piłkarz występujący na pozycji pomocnika.

## Kariera klubowa
Od 1996 do 2005 roku występował w klubach Paraná Clube, Gamba Osaka, Athletico Paranaense, Ponte Preta, Consadole Sapporo, Coritiba.